# جيزا ناغي (عالم آثار)
جيزا ناجي (بالمجرية: Nagy Géza)‏ (و. 1855 – 1915 م) هو عالم آثار مجري، ولد في جاردوني، كان عضوًا في الأكاديمية الهنغارية للعلوم، توفي في بودابست، عن عمر يناهز 60 عاماً.